# Martin Brauen
Martin Brauen (Berna, 15 de marzo de 1948) es un tibetólogo, etnólogo y conservador de museo suizo gran experto en mandalas.
Es tataranieto de Élie Ducommun.
Estudió etnología y teología en la Universidad de Zúrich y estudios budistas en la Universidad de Delhi, doctorándose más tarde de nuevo en la de Zúrich donde es catedrático.
De 2008 a 2012 fue conservador en el Rubin Museum of Art de Nueva York.

## Obra
- 1974: Heinrich Harrers Impressionen aus Tibet. Gerettete Schätze
- 1980: Feste in Ladakh.
- 1982: Junge Tibeter in der Schweiz. Studien zum Prozess kultureller Identifikation, con Detlef Kantowsky, Rüegger, Diessenhofen
- 1983: Peter Aufschnaiter. Sein Leben in Tibet
- 1992: Das Mandala. Der heilige Kreis im tantrischen Buddhismus
- 1994: Irgendwo in Bhutan. Wo die Frauen (fast immer) das Sagen haben
- 2000: Traumwelt Tibet. Westliche Trugbilder
- 2003: Bambus im alten Japan. Kunst und Kultur an der Schwelle zur Moderne (con Patrizia Jirka-Schmitz)
- 2005: Die Dalai Lamas. Tibets Reinkarnationen des Bodhisattva Avalokiteśvara
- 2010: Grain of emptiness : Buddhism-inspired contemporary art con Mary Jane Jacob